# Benjamin Bejbaum
 (juillet 2019).
Si vous disposez d'ouvrages ou d'articles de référence ou si vous connaissez des sites web de qualité traitant du thème abordé ici, merci de compléter l'article en donnant les références utiles à sa vérifiabilité et en les liant à la section « Notes et références ».
Compléments
- Entreprises fondées : Iguane Studio (2000), Dailymotion (2005), ArtDB (2009).

Benjamin Bejbaum est un entrepreneur français né le 20 novembre 1976 à Paris. Il est cofondateur, avec  Olivier Poitrey, du site de partage de vidéos Dailymotion, un hébergeur de vidéos, dont il a été directeur général et responsable de la stratégie.

## Biographie
Benjamin Bejbaum est né le 20 novembre 1976 à Paris, de parents médecins. Il fait ses études au lycée Gérard de Nerval, à Luzarches (Val-d'Oise) où il obtient un baccalauréat D. Il s'inscrit ensuite à la fac à Villetaneuse (Seine-Saint-Denis), en mathématiques appliquées aux sciences sociales. Il vit alors chez ses parents, à Goussainville (Val-d'Oise).
En 1994, l'Internet en est encore à ses débuts, et Benjamin Belbaum s'initie seul à la programmation. Il crée des sites et des jeux. 
À la fin de sa première année d'université, il passe un oral de programmation à la place d'un de ses copains. Il lui obtient un 19/20 mais est reconnu, quelques semaines plus tard, par un des membres du jury pendant l'un de ses propres partiels. Il quitte l'université et passe le concours de l'École pour l'informatique et les techniques avancées (EPITA), une école d'ingénieurs avec classe préparatoire intégrée. En fin de deuxième année, il est renvoyé.
Benjamin vit alors de petits boulots. Il aide les touristes à Orly, travaille dans le télé-shopping puis pour la hot-line de France Télécom. Mais là encore, il est renvoyé pour avoir « bidouillé » constamment sur les serveurs. Il s'inscrit en fac d'histoire, à Paris 1. Lors de sa deuxième année, il rencontre le gérant d'un cybercafé qui lui propose de travailler avec lui. Il abandonne les cours et ensemble, ils créent des sites, des boutiques de commerce en ligne, et des solutions multimédias. L'été suivant, en 2000, Benjamin Bejbaum monte Iguane Studio, une société de création et d'hébergement de sites Internet, avec son cousin. Il a alors 24 ans.
Benjamin Bejbaum tente plusieurs cursus, notamment un Deug en mathématiques économiques, une classe préparatoire aux écoles d'ingénieur et des études en histoire.
Il se découvre une passion pour l'informatique commençant à y acquérir des connaissances, la nuit, sur son PC, en installant des distributions Linux.
En 1999, il développe avec Bruno Williams et Karim Gassama, Lecybervillage, un cybercafé parisien et éditeur de sites web et de solutions multimédias.
En 2000, il fonde avec Gilles Brumberg et Samanta Novella, Iguane Studio, sa société de création et d'hébergement de sites web, qui lui permettra de construire l'infrastructure technique qui permettra la création de Dailymotion.
En mars 2005, il fonde avec Olivier Poitrey, Dailymotion, initialement appelé shortv.net. Dailymotion est alors le premier site au monde d'hébergement gratuit de vidéo avec encodage automatisé. À l'inverse de Vimeo, Dailymotion encodait automatiquement les vidéos côté serveur.